# طیف‌سنج

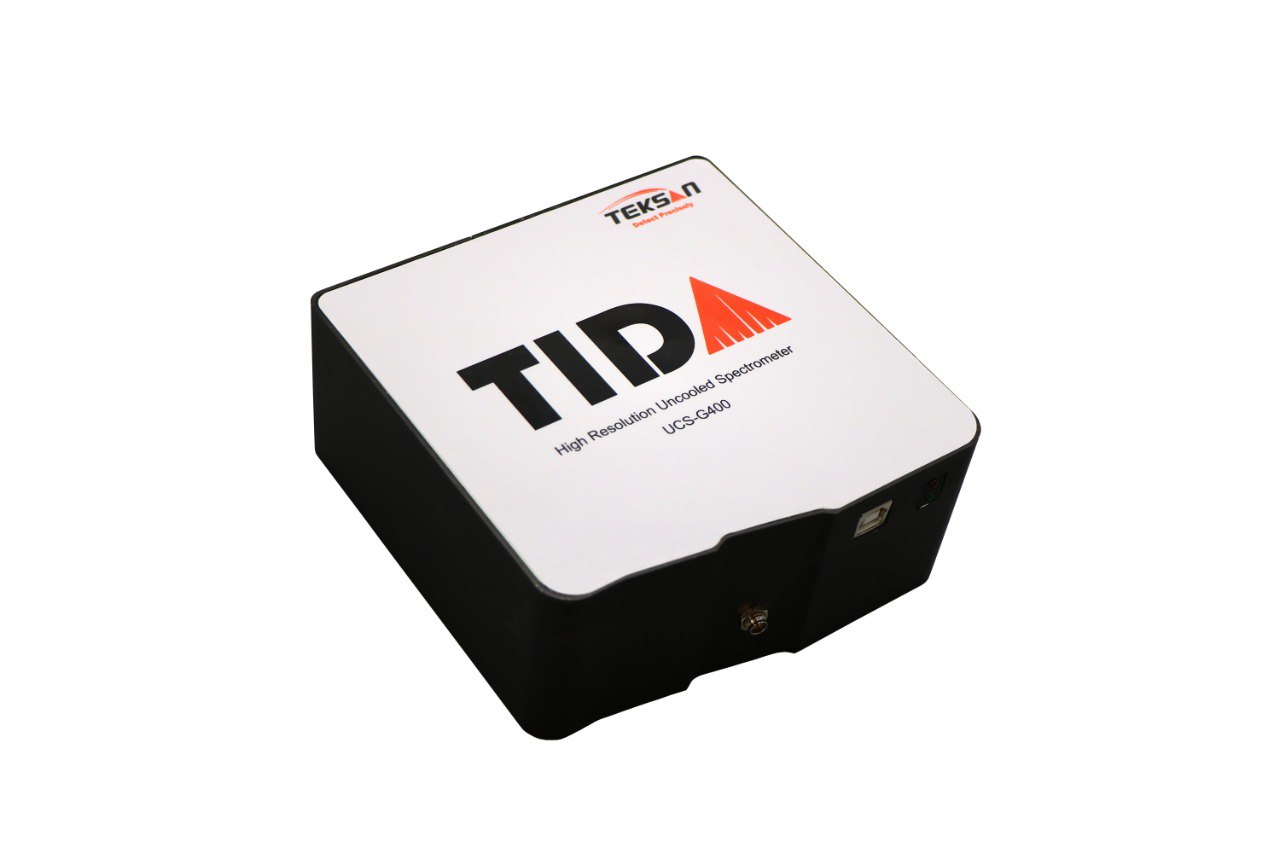
نمونه ای از یک طیف سنج

طیف‌سنج یا اسپکترومتر (به انگلیسی: spectrometer) ابزاری است که برای اندازه‌گیری خصوصیات نور بر پایهٔ تجزیه طیف الکترومغناطیسی کاربرد دارد. طیف سنج به معنای وسیع، هر ابزاری است که برای اندازه‌گیری تغییر یک مشخصه فیزیکی‌ یعنی طیف، در یک محدوده مشخص استفاده می‌شود. طیف سنج جرمی، طیف سنج NMR و طیف سنج نوری سه نوع از رایج‌ترین طیف سنج‌ها است که در آزمایشگاه‌های تحقیقاتی در سراسر جهان یافت می‌شوند. طیف سنج‌ها در ناحیه طیفی وسیعی، از اشعه گاما و اشعه X‌ گرفته تا مادون قرمز دور، کار می‌کنند.
اسپکترومتر برای اندازه‌گیری طول‌موج به کار می‌رود. معمولا این دستگاه به منظور شناسایی مواد در آنالیز طیف‌سنجی مورد استفاده قرار می‌گیرد. نتیجه به دست آمده از طیف‌گیری، شدت را به عنوان تابعی از طول موج در نمایش‌گر نشان می‌دهد.

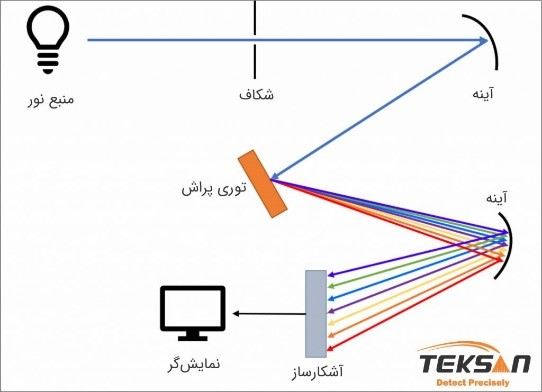
اجزای تشکیل دهنده یک طیف سنج

## اجزای تشکیل دهنده طیف سنج (اسپکترومتر)
طیف سنج نوری از چهار جز اصلی تشکیل شده است. این اجزا عبارتند از:

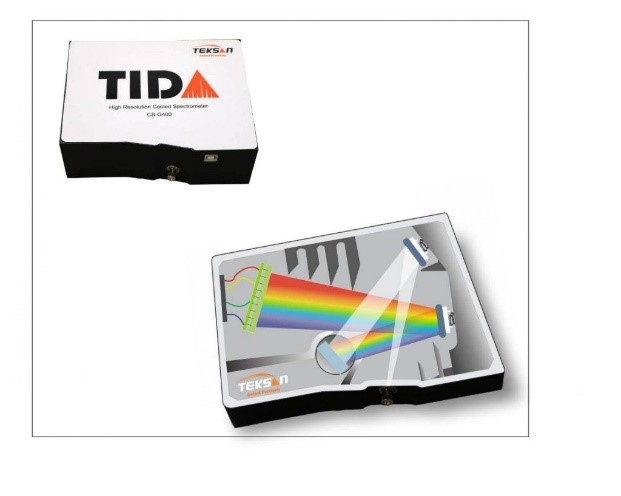
اساس کار یک طیف سنج

- شکاف
- المان‌های اپتیکی
- المان پاشنده
- آشکارساز

## اساس کار طیف سنج (اسپکترومتر)
اساس کار این دستگاه به این شکل است که نور از طریق شکاف وارد اسپکترومتر می‌شود. سپس نور توسط آینه مقعر به سمت یک عنصر پراکنده هدایت می‌شود. توری، اجزای طیفی نور را در زاویه‌های متفاوتی پراکنده می‌کند. بعد از آن نور پراکنده شده توسط آینه مقعر دوم بر روی آشکارساز متمرکز می‌شود. در آشکارساز، فوتون‌ها به الکترون‌ تبدیل شده و طی فرآیندی این الکترون‌ها به صورت کدهای دیجیتالی نمایان می‌گردند. در نهایت داده‌ها به عنوان تابعی از طول موج در محدوده طیفی مشخص رسم می‌شوند.

## تفاوت اسپکترومتر (طیف سنج) و اسپکتروفتومتر
اسپکترومتر صرفا نوری را که از شکاف وارد دستگاه می‌شود، آنالیز می‌کند. البته ذکر این نکته حائز اهمیت است که با استفاده از طیف‌سنج می‌توان میزان نور جذبی، عبوری، بازتابی و فلورسانس را به دست آورد. برای این کار، باید چیدمان اپتیکی آزمایش مورد نظر روی میز آماده گردد (البته تجهیزاتی مانند منبع نور، فیبر و … مورد نیاز  است). اسپکترومتر برای تجزیه و تحلیل منابع نوری نیز به کار می‌رود. اما در اسپکتروفتومتر منابع نوری داخل دستگاه قرار داشته و نیازی به فیبر و تجهیزات جانبی دیگر وجود ندارد. به عبارتی دیگر اسپکترومتر جزئی از یک دستگاه اسپکتروفتومتر است.

## کاربردهای طیف سنج (اسپکترومتر)
اسپکترومترها شامل بازه وسیع طول‌موجی هستند. در محدوده UV تا NIR کار می‌کنند و همان طور که گفته شد، محدوده طول موجی با توجه به نیاز کاربر قابل تغییر است. از میان مهم ترین کاربردهای طیف سنج می توان به موارد زیر اشاره کرد.
- کنترل پردازش نیمه هادی‌ها

- مشخصه یابی منابع نور مانند LEDها

- سنجش رنگ نور منابع نوری

- اندازه گیری نور نمایشگرها

- اندازه گیری ضخامت فیلم‌های نازک

- اندازه گیری‌های اپتیکی

- کنترل کیفیت مواد غذایی و آشامیدنی

- کنترل کیفیت محصولات کشاورزی

- مشخصه یابی خون انسان و حیوانات

- کنترل کیفیت آب آشامیدنی
- کنترل فرایند تولید مواد شیمیایی